# Cheval à la Renaissance

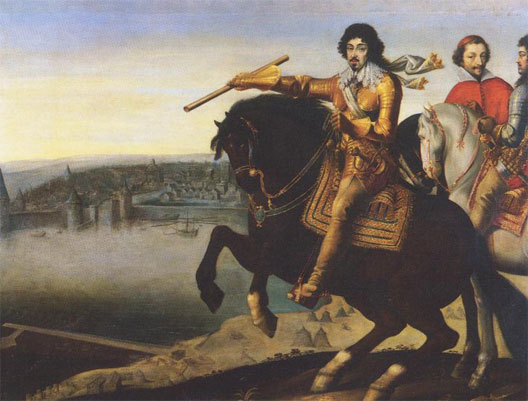
Louis XIII devant La Rochelle.

L'histoire du cheval à la Renaissance est marquée par la fin de la domination de la cavalerie lourde sur les champs de bataille. Une nouvelle orientation de la sélection des chevaux de guerre voit le jour, les animaux sont recherchés plus légers et plus maniables. Le dressage classique s'est énormément développé, des haras importants sont créés. Parallèlement, le cheval gagne les Amériques, où il s'était éteint depuis 10 000 ans.

## La fin des destriers
Des défaites françaises comme celle de Crécy-en-Ponthieu, pendant la guerre de Cent Ans, montrent l'insuffisance et la piètre qualité de la cavalerie. Les écuries royales prennent de l'importance sous François Ier. La puissance de feu de l'artillerie limite les destriers, peu maniables.

## Les académies équestres et le dressage académique

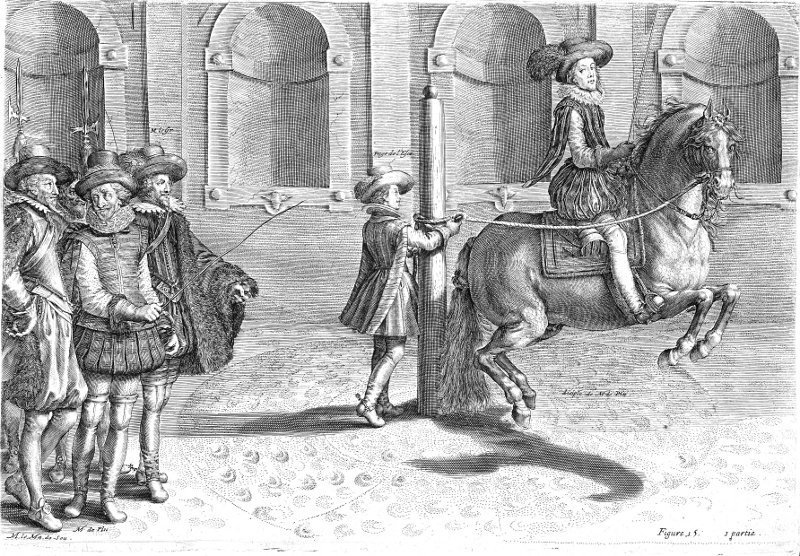
Travail au pilier unique (L'instruction du roi en l'exercice de monter à cheval d'Antoine de Pluvinel - ed. 1625)

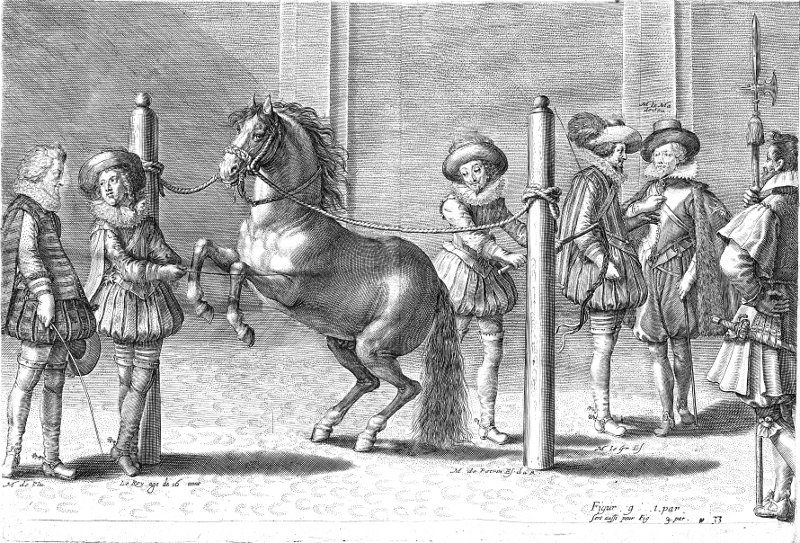
Courbette dans les piliers (L'instruction du roi en l'exercice de monter à cheval d'Antoine de Pluvinel - ed. 1625)

Des académies d'équitation sont créées, notamment en Italie, pour obtenir des chevaux plus légers, maniables, permettant de sortir de la mêlée des combats. Mais plus important encore, la « civilisation des mœurs » (Norbert Elias) qui s'élabore dans les cours princières demande un autre usage du cheval. À l'utilisation pour la guerre et la chasse, s'ajoutent les besoins du paraître, notamment dans les entrées princières, dans les fêtes et dans ces nouvelles occasions de montrer son élégance que sont les carrousels et ballets de chevaux. Les joutes et tournois qui simulaient les gestes guerriers au Moyen Âge se transforment en exercices de virtuosité. L’Italie accueille les principales académies d'équitation de la Renaissance. Frederico Grisone relance l'Académie de Naples en 1532. Il rédige le traité d'équitation Ordini di cavalcare en 1550. Cesare Fiaschi fonde sa propre académie en 1534. Dans l'académie de Grisone, Gianbatista Pignatelli forme les deux écuyers français Salomon de La Broue et Antoine de Pluvinel.
La famille impériale des Habsbourg fonde en 1580 un nouveau haras dans la localité slovène de Lipica, appartenant à l'époque à l'Empire autrichien. L'élevage du lipizzan est liée à ce haras. En 1572, le premier hall de l'école espagnole (Spanische Reitschule) de Vienne est construit.